# Commission scolaire New Frontiers
La Commission scolaire New Frontiers (NFSB) est une commission scolaire du Québec de régime linguistique anglais desservant le sud-ouest de la région administrative de la Montérégie. Son siège social est situé à Châteauguay. 
Avant que le gouvernement du Québec n'opte pour des commissions scolaires linguistiques en place et lieu des commissions scolaires confessionnelles en 1998, la commission scolaire était connue sous le nom de Commission scolaire anglophone protestante de Chateauguay Valley. 
Le nom New Frontiers donné à la commission scolaire tire son origine de la géographie des régions desservies par la NFSB, soit les frontières naturelles telles que les rivières, mais aussi les frontières des États-Unis et de l'Ontario. Le nom rappelle aussi un voyage qui élargira les frontières de l'éducation : alphabétisation, technologie et apprentissage tout au long de la vie.

## Territoire
La NFSB est responsable des écoles publiques anglophones du sud-ouest de la Montérégie, notamment celles des villes de Châteauguay, Ormstown et Huntingdon. Le territoire de la Commission est bordé au sud par les États-Unis, par l'Ontario à l'ouest, par le fleuve Saint-Laurent au nord et par Kahnawake et l'autoroute 15 à l'est.

## Établissements
La commission scolaire est responsable de dix écoles primaires, deux écoles secondaires et trois centres de formation générale et professionnelle pour adultes, avec plus de 4 800 élèves inscrits au total.

### Écoles primaires
Voici la liste des écoles primaires de la commission scolaire :
- École primaire Centennial Park (Châteauguay)
- École primaire Franklin (Franklin Centre)
- Institut Gault (Salaberry-de-Valleyfield)
- École primaire Harmony (Châteauguay)
- École primaire Hemmingford (Hemmingford)
- École primaire Heritage (Huntingdon)
- École primaire Howick (Howick)
- École primaire Mary Gardner (Châteauguay)
- École primaire Ormstown (Ormstown)
- École primaire St. Willibrord (Châteauguay)

### Écoles secondaires
Voici la liste des écoles secondaires de la commission scolaire :
- École secondaire régionale Chateauguay Valley (Ormstown)
- École secondaire régionale Howard S. Billings (Châteauguay)

### Autres écoles
Voici la liste des centres d'éducation des adultes et des centres de formation professionnelle de la commission scolaire :
- Centre de formation professionnelle Châteauguay Valley (Ormstown)
- Centre d'éducation des adultes et communautaire de Huntingdon (Huntingdon)
- Centre de formation Nova (Châteauguay)